# 三澤伸
三澤伸（日语： Misawa Shin，本名：（日文讀音相同），1961年7月1日—），日本男性動畫演出家、動畫導演。出身於東京都。O型血。

## 來歷
三澤伸從橫濱放送電影專門學院（現日本動畫研究所）畢業後，經岡安編輯室（現岡安Promotion）職員介紹加入土田製作公司。他作為同一製作公司的員工製作的第一部動畫是電視動畫《漫畫山田君》。擔任《漫畫山田君》、《猿飛小忍者》的演出助手後，以《藍寶》（第2話）作為演出首次亮相。
1986年，大約在土田製作公司的同時，他轉入成為事實上的繼承者STUDIO COMET，並負責該工作室許多電視動畫的分鏡和演出。1991年，以《校園七大不可思議神秘事件》首次擔任導演。
1996年，他暫時離開STUDIO COMET，並暫時擔任GALLOP製作的《烏龍派出所》的導演，接替一季後離開的八角哲夫。此後，他繼續以自由導演的身份參與STUDIO COMET的製作。他在執導《頭文字D》時，就運用了3DCG技術製作車輛相關零件。在之後的作品中，他也經常負責3DCG的執導。
近年來，透過與曾就職於STUDIO COMET的關山晃弘的聯繫，他獲得了更多機會以設計師和顧問的身份參與萬代南夢宮圖像的製作。

## 參加作品

### 電視動畫
1982年
- 猿飛小忍者（日语：さすがの猿飛）（—1984年，分鏡）

1984年
- 藍寶（日语：らんぽう）（演出）
- 新好小子（日语：あした天気になあれ (漫画)）（—1985年，分鏡、演出）

1985年
- 高校！奇面組（日语：ハイスクール!奇面組）（—1987年，分鏡、演出）

1987年
- 之後頓珍漢（日语：ついでにとんちんかん）（—1988年，分鏡、演出）

1988年
- 名門！第三野球部（日语：名門!第三野球部）（—1989年，分鏡、演出、構成）

1989年
- 勇者鬥惡龍（—1990年，分鏡、演出）

1991年
- 校園七大不可思議神秘事件（日语：ハイスクールミステリー学園七不思議）（—1992年，導演、分鏡、演出）

1992年
- 幻影真帆（日语：まぼちゃん旅行記）（分鏡、演出）
- 小小男子漢（—1994年，導演、分鏡、演出）

1994年
- 足球小將翼J（—1995年，分鏡、演出）

1996年
- 青空少女隊（演出）
- 水色時代（—1997年，分鏡、演出）
- 烏龍派出所（—2004年，導演〈第2代〉、分鏡、演出[注 2]）

1997年
- 呱呱響叮噹（日语：ケロケロちゃいむ）（演出）

1998年
- 頭文字D（導演、分鏡、演出）

1999年
- 仙魔大戰2000（日语：ビックリマン2000）（—2001年，CG執導）

2001年
- 戀愛占卜師（—2002年，導演、分鏡、演出）

2002年
- 哨聲響起（分鏡）
- 真·女神轉生D 惡魔之子 光之書與闇之書（—2003年，導演[注 3]）

2004年
- 陸奧圓明流外傳 修羅之刻（導演、分鏡、演出）※三澤伸名義。
- 校園迷糊大王（—2005年，演出）

2005年
- 極速方程式（—2006年，導演、分鏡、演出）

2007年
- 萌少女的戀愛時光（分鏡）※名義。

2008年
- 二十面相少女（分鏡、演出）
- 魍魉之匣（CG工作）

2009年
- 可愛小芝麻（日语：まめゴマ）（分鏡）※名義。
- 鋼之鍊金術師 FULLMETAL ALCHEMIST（分鏡）
- 浪漫追星社（CG執導）

2010年
- 元氣媽媽（演出）
- 寶石寵物 Twinkle☆（分鏡）
- 閃電十一人（分鏡）

2011年
- 歌之王子殿下 真愛1000%（分鏡）
- 寶石寵物 Sunshine（分鏡、演出、演出協力）

2012年
- Muv-Luv Alternative Total Eclipse（分鏡、設定協力）
- Paperman（日语：ペーパーマン）（導演、分鏡、演出）
- 寶石寵物 Kira☆Deco！（演出）

2013年
- JoJo的奇妙冒險（分鏡）
- 銀狐（導演[1]、OP&ED分鏡&演出）

2014年
- 惡魔的謎語（分鏡）
- 火星異種（分鏡）

2015年
- 美男高校地球防衛部LOVE！（分鏡、ED分鏡&演出）
- 聖劍使的禁咒詠唱（分鏡）
- 空戰魔導士培訓生的教官（分鏡）

2016年
- 星光樂園（分鏡）
- 三者三葉（分鏡）
- 美男高校地球防衛部LOVE！LOVE！（分鏡）

2018年
- 美男高校地球防衛部HAPPY KISS！（分鏡）

2019年
- 荒野的壽飛行隊（分鏡）
- 臨死!! 江古田（日语：臨死!!江古田ちゃん）（導演[注 4][2]、Craft Work、VFX）
- RobiHachi（概念設計、分鏡、演出）
- 入間同學入魔了！（分鏡）

2022年
- 小鳥之翼（高爾夫球場設計、概念藝術、CG監修、ED動畫）[3]

2025年
- 離開A級隊伍的我，和從前的弟子往迷宮深處邁進（概念設計）

### 電影動畫
1993年
- 小小男子漢：阿強的時光機之旅

2022年
- 我們的黎明（藝術工作）

### OVA
1996年
- 火焰之紋章 紋章之謎（日语：ファイアーエムブレム 紋章の謎 (OVA)）（導演、分鏡、演出）

2000年
- 魍魎游擊隊 File-XX 亂戰突破（導演、分鏡、演出）

2011年
- 寶貝公主 3D嘉年華0（LOVE）（CG執導）

### 其它
2011年
- 我們的黎明（《月刊Afternoon》，特別感謝）

## 腳註

## 相關項目
- 土田製作公司
- STUDIO COMET
- 日本動畫師列表（日语：アニメ関係者一覧）